# 표승주
표승주(1992년 8월 7일 ~ )는 대한민국의 전 배구 선수로, 포지션은 아웃사이드 히터다.

## 선수 경력

### 김천 한국도로공사 하이패스 시절
2010년 11월 23일 열린 2010-2011시즌 여자 신인선수 드래프트에서 1라운드 1순위로 한국도로공사에 입단하였다. NH농협 2010~2011 V-리그의 여자부 신인왕을 수상하였다. 

### GS칼텍스 서울 KIXX 시절
2014-2015 시즌 종료 후 한국도로공사가 정대영을 FA로 영입하고 보상 선수로 지명을 받음에 따라 GS칼텍스 서울 KIXX로 이적하였다. 2018-2019 시즌까지 GS칼텍스 소속 선수로 활동했다.

### 화성 IBK기업은행 알토스 시절
2018-2019 시즌을 마치고 FA 자격을 획득하여, 계약 기간 3년에 총 연봉 1억 5,000만 원의 조건에 FA 계약을 체결하여 화성 IBK기업은행 알토스로 이적하였다.

### 대전 정관장 레드스파크스시절
이소영의 FA 보상 선수로 대전 정관장 레드스파크스에 이적했다.
2024-2025 시즌 준우승에 기여한 후 4번째로 FA 자격을 얻었으나, 협상 결렬로 계약에 실패해 현역 은퇴를 선언했다.

## 수상 경력
- V-리그 여자부 신인선수상: 2011